# Dark World – Das Tal der Hexenkönigin
Dark World – Das Tal der Hexenkönigin ist ein russischer Fantasyfilm aus dem Jahr 2010 von Anton Megerditschow.

## Handlung
Eine Gruppe russischer Studenten der Sprachwissenschaft unternimmt mit ihrem Professor einen Ausflug. Marina fühlt sich schon länger zu Artur hingezogen, der allerdings mit einer der anderen Studentinnen in einer Beziehung ist. Die beiden beginnen eine Affäre und werden dabei erwischt. Um den Spannungen der Gruppe zu entfliehen, flüchtet sie sich in die Wälder und ihr bester Freund Kostja rennt ihr nach. Die Studentengruppe macht sich danach auf die Suche nach den beiden. Währenddessen stoßen Marina und Kostja schon bald auf eine alte, teilweise zerfallene Kapelle. Sie entpuppt sich als eine Grabstätte und schon kurz darauf wird in den Höhlen darunter die mumifizierte Leiche einer Hexe gefunden. 
Als Marina einen geheimnisvollen Schild berührt, verfällt sie in eine eigenartige Trance. Erst später erfährt sie, dass dadurch ein alter Fluch ausgelöst wurde und sie Teil einer Prophezeiung ist. Der böse Magier Aleksander schickt seine Lakaien los, um Marina aufzuspüren, da sie nun Zauberkräfte hat. In der folgenden Konfrontation wird die Studentengruppe gefangen genommen und als Druckmittel verwendet, damit Marina kooperiert.
Aleksander will einen bösen Geist, der einst mit einem Meteoritenschauer auf die Erde kam und der inzwischen im Schild gefangen ist, befreien. Dazu fehlt ihm allerdings ein Zauberspruch und er glaubt, dass Marina diesen beim Berühren des Schildes erfahren hat. Damit sie sich seinem Willen beugt, töten die Wachen des Magiers zwei der gefangenen Studenten. Unter Tränen gesteht sie, dass sie den Zauberspruch nicht kenne, aber die Hexen am See ihn wissen würden. Marina wird daraufhin von Aleksander zu den Hexen geschickt, ein Tal, das nur Frauen betreten können. Da Marina Aleksander nicht traut, fordert sie als Pfand die Begleitung einen ihrer Freunde und wählt dazu Kostja aus.
Das wahre Bewusstsein ihrer Macht wird Marina erst klar, als sie auf den Hexenorden stößt und der Orden sie daraufhin zur Hexenkönigin macht. Die Hexe Chelwi erklärt daraufhin, was es mit dem bösen Geist auf sich hat. Er bewohnte einst den Körper von Aleksanders Vater, der eine Schreckensherrschaft führte und deswegen im Kampf von der alten Hexenkönigin geköpft wurde. Der böse Geist wurde daraufhin im Schild gefangen genommen, der gleichzeitig auch ein Labyrinth ist, aus dem er nur mithilfe des Zauberspruchs entfliehen kann. Chelwi erklärt Marina deshalb, dass bloß sie als Hexenkönigin Aleksander besiegen könne. Bei dieser Gelegenheit erfährt Marina auch den Zauberspruch und sie wird zu dem wartenden Kostja zurückgeschickt. Dieser fragt, ob sie den Spruch nun wisse, damit sie die anderen Studenten retten könnten und fordert daraufhin, ihm den Zauberspruch als ihrem besten Freund ins Ohr zu flüstern, was Marina schließlich tut. Doch in Wahrheit verrät sie ihn Aleksander, der die ganze Zeit als Kostja getarnt war. Aleksander flieht und macht sich in einer Zeremonie daran, den bösen Geist zu befreien.
Nachdem Marina ihre Hexenkräfte kontrollieren kann, kommt es zum Showdown mit Aleksander, den die Hexen trotz hoher Verluste für sich entscheiden können. Da alle ihre Freunde dabei starben, wirkt Chelwi, die die wahre Hexenkönigin ist, einen Zauber und die Szenerie startet abermals kurz vor der Affäre zwischen Marina und Artur. Sie lässt ihn eiskalt stehen und gesteht Kostja, der wie alle anderen wieder lebt, ihre Liebe. Am Ende sieht man eine Vorlesung in der Universität, auch Aleksander sitzt im Hörsaal und offenbart sich Marina.

## Hintergrund
Der Film wurde 2013 mit Dark World 2 – Equilibrium fortgesetzt, allerdings mit neuer Besetzung.

## Kritik
„Fantasy-Abenteuer als wüster Genre-Mix, der russische Märchen ebenso wie die ‘Twilight’-Filme plündert.“

„Mögen Hexen diesen Filmmüll entsorgen.“

Cinema spricht von „Fantasy-Trash aus Russland“ und zieht als Vergleich The Asylum heran, eine US-amerikanische Filmproduktionsgesellschaft, die bekannt für Trash-Filme ist. Kritisiert wurden auch die schwachen CGI-Animationen.